# Trevigiani Phonix-Hemus 1896
El equipo Trevigiani Phonix-Hemus 1896 fue un equipo ciclista búlgaro, de origen italiano, de categoría Continental.
El equipo tiene su origen en el club ciclista UC Trevigiana, creado en 1913 en Treviso. A lo largo de su historia se han formado un buen número de ciclistas que han llegado a categorías profesionales, entre los que destacan nombres como Adolfo Grosso, Pietro Zoppas, Vendramino Bariviera, Guido De Rosso, y más recientemente Francesco Chicchi, Enrico Franzoi, Roberto Sgambelluri, Mattia Cattaneo, Franco Pellizotti, Alessandro Ballan, Giacomo Nizzolo o Marco Coledan.
En 2014 el equipo adquirió licencia de la UCI, llamándose MG Kvis-Trevigiana, para cambiar el nombre al año siguiente.
En 2017 el equipo pasó a tener licencia de Bulgaria.
El equipo desapareció al término del año 2018 tras fusionarse con el equipo Sangemini-MG.Kvis-Vega para potenciar un equipo formado por ciclistas italianos menores de 23 años.

## Principales resultados
| Carrera                             | Ciclista (año)                                                        |
| ----------------------------------- | --------------------------------------------------------------------- |
| Trofeo Banca Popular de Vicenza     | Marco Vivian (2005) Manuel Belletti (2007) Michele Scartezzini (2013) |
| Coppa Colli Briantei Internazionale | Harald Starzengruber (2005)                                           |
| Trofeo Edil C                       | Massimo Graziato (2010)                                               |
| Gran Premio Industrias del Mármol   | Tomas Alberio (2010)                                                  |
| Tour de Río                         | Tomas Alberio (2010)                                                  |
| Trofeo Ciudad de Brescia            | Manuele Boaro (2010)                                                  |
| Trofeo Ciudad de San Vendemiano     | Michele Gazzara (2011) Enrico Barbin (2012)                           |
| Girobio                             | Mattia Cattaneo (2011)                                                |
| Gran Premio Sportivi di Poggiana    | Mattia Cattaneo (2011) Stefano Nardelli (2015)                        |
| Gran Premio Capodarco               | Mattia Cattaneo (2011) Matteo Busato (2013)                           |
| Giro del Belvedere                  | Daniele Dall'Oste (2012)                                              |
| Gran Premio della Liberazione       | Enrico Barbin (2012) Lucas Gaday (2015)                               |
| Trofeo Alcide Degasperi             | Enrico Barbin (2012)                                                  |
| Ruota d'Oro                         | Mattia Cattaneo (2012) Nicolás Tivani (2017)                          |
| Gran Premio San Giuseppe            | Luca Chirico (2013)                                                   |
| Kreiz Breizh Elites                 | Matteo Busato (2014)                                                  |
| Ronde d'Isard                       | Simone Petilli (2015)                                                 |
| Tour de Berna                       | Enrico Salvador (2016)                                                |
| Tour de Eslovaquia                  | Mauro Finetto (2016)                                                  |
| Trofeo Beato Bernardo               | Enrico Salvador (2016)                                                |
| Tour de Bulgaria                    | Marco Tecchio (2016)                                                  |

## Clasificaciones UCI
El equipo participó en los Circuitos Continentales UCI desde el año 2014. La siguiente clasificación establece la posición del equipo y de su mejor corredor al final de cada temporada.
UCI Africa Tour
| Temporada | Clasificación por equipos | Mejor ciclista en la clasificación individual |
| --------- | ------------------------- | --------------------------------------------- |
| 2015      | 13º                       | Rino Gasparrini (139.º)                       |
| 2016      | 10º                       | Alessandro Malaguti (91.º)                    |
| 2017      | 21.º                      | Abderrahim Zahiri (108.º)                     |

UCI America Tour
| Temporada | Clasificación por equipos | Mejor ciclista en la clasificación individual |
| --------- | ------------------------- | --------------------------------------------- |
| 2014      | 42.º                      | Rino Gasparrini (210.º)                       |
| 2015      | 26.º                      | Lucas Gaday (63.º)                            |
| 2017      | 16º                       | Nicolás Tivani (42º)                          |
| 2018      | 19º                       | Federico Vivas (20º)                          |

UCI Asia Tour
| Temporada | Clasificación por equipos | Mejor ciclista en la clasificación individual |
| --------- | ------------------------- | --------------------------------------------- |
| 2015      | 59.º                      | Marco Tecchio (152.º)                         |
| 2016      | 35.º                      | Mauro Finetto (92.º)                          |
| 2018      | 84.º                      | Manuel Peñalver (342.º)                       |

UCI Europe Tour
| Temporada | Clasificación por equipos | Mejor ciclista en la clasificación individual |
| --------- | ------------------------- | --------------------------------------------- |
| 2014      | 25.º                      | Christian Delle Stelle (65.º)                 |
| 2015      | 30.º                      | Simone Petilli (53.º)                         |
| 2016      | 24.º                      | Mauro Finetto (63.º)                          |
| 2017      | 69.º                      | Nicolás Tivani (389º)                         |
| 2018      | 53.º                      | Nicolás Tivani (177º)                         |

## Palmarés
Para años anteriores, véase Palmarés del Trevigiani Phonix-Hemus 1896

### Palmarés 2018

#### Circuitos Continentales UCI
| Fechas           | Circuito             | Carreras                                         | Ganador           |
| 7 de abril       | UCI Europe Tour 2018 | Trofeo Edil C                                    | Alessandro Fedeli |
| 25 de abril      | UCI Europe Tour 2018 | Gran Premio della Liberazione                    | Alessandro Fedeli |
| 28 de abril      | UCI Europe Tour 2018 | 1.ª etapa de la Toscana Terra di Ciclismo Eroica | Abderrahim Zahiri |
| 8 de junio       | UCI Europe Tour 2018 | 1.ª etapa de la Vuelta a Serbia                  | Nicolás Tivani    |
| 10 de junio      | UCI Europe Tour 2018 | Vuelta a Serbia                                  | Nicolás Tivani    |
| 14 de julio      | UCI Europe Tour 2018 | 3.ª etapa del Giro del Valle de Aosta            | Alessandro Fedeli |
| 15 de septiembre | UCI Asia Tour 2018   | 7.ª etapa del Tour de China I                    | Manuel Peñalver   |

#### Campeonatos nacionales
| Fechas     | Carreras                     | Ganador           |
| 1 de julio | Campeonato de Panamá en Ruta | Christofer Jurado |

## Plantillas
Para años anteriores, véase Plantillas del Trevigiani Phonix-Hemus 1896

### Plantilla 2018
| Nombre                 | Nacimiento | Nacionalidad | Equipo 2017                   |
| Floryan Arnoult        | 10/03/1996 | Francia      | Neoprofesional                |
| Aleks Bechkov          | 14/02/1999 | Bulgaria     | Neoprofesional                |
| Stanimir Cholakov      | 17/12/1991 | Bulgaria     | Unieuro Trevigiani-Hemus 1896 |
| Alessandro Fedeli      | 02/03/1996 | Italia       | Neoprofesional                |
| Christofer Jurado      | 27/10/1995 | Panamá       | Neoprofesional                |
| Yoan Kolev             | 19/10/1999 | Bulgaria     | Neoprofesional                |
| Fabio Mazzucco         | 14/04/1999 | Italia       | Neoprofesional                |
| Mihail Mihailov        | 13/09/1997 | Bulgaria     | Unieuro Trevigiani-Hemus 1896 |
| Marco Molteni          | 10/10/1996 | Italia       | Unieuro Trevigiani-Hemus 1896 |
| Javier Ignacio Montoya | 17/10/1997 | Colombia     | Medellín-Inder                |
| Konstantin Nikolov     | 24/05/1999 | Bulgaria     | Neoprofesional                |
| Manuel Peñalver        | 10/12/1998 | España       | Neoprofesional                |
| Nicolás Tivani         | 31/10/1995 | Argentina    | Unieuro Trevigiani-Hemus 1896 |
| Adrián Enrique Vargas  | 15/05/1998 | Colombia     | Neoprofesional                |
| Abderrahim Zahiri      | 01/01/1996 | Marruecos    | Unieuro Trevigiani-Hemus 1896 |
| Filippo Zana           | 18/03/1999 | Italia       | Neoprofesional                |

1. 1 2  Hasta el 31 de julio.

Stagiaires

Desde el 1 de agosto, los siguientes corredores pasaron a formar parte del equipo como stagiaires (aprendices a prueba).
| Corredor       | Nacimiento | Nacionalidad | Equipo 2018 |
| -------------- | ---------- | ------------ | ----------- |
| Federico Vivas | 21/05/1996 | Argentina    |             |